# Мюльхаузен (Франкония)
Мю́льхаузен (нем. Mühlhausen) — община в Германии, в земле Бавария.
Подчиняется административному округу Средняя Франкония. Входит в состав района Эрланген-Хёхштадт. Подчиняется управлению Хёкстадт ан дер Айш. Население составляет 1689 человек (на 31 декабря 2010 года). Занимает площадь 16,57 км².
Община подразделяется на 3 сельских округа.

## Население
По оценке на 31 декабря 2015 года население общины Мюльхаузен составляет 1697 чел. 

| Дата      | 1840 | 1871 | 1900 | 1925 | 1939 | 1950 | 1961 | 1970 | 1987 | 2011 |
| --------- | ---- | ---- | ---- | ---- | ---- | ---- | ---- | ---- | ---- | ---- |
| Население | 1551 | 1410 | 1218 | 1188 | 1074 | 1689 | 1282 | 1294 | 1373 | 1664 |

| Год       | 1960 | 1970 | 1980 | 1990 | 2000 | 2009 | 2010 | 2011 | 2012 | 2013 | 2014 | 2015 |
| --------- | ---- | ---- | ---- | ---- | ---- | ---- | ---- | ---- | ---- | ---- | ---- | ---- |
| Население | 1271 | 1300 | 1291 | 1427 | 1627 | 1696 | 1689 | 1673 | 1674 | 1684 | 1704 | 1697 |